# Sakae Tsuruga
Sakae Tsuruga (jap. 敦賀栄, Tsuruga Sakae) – japoński skoczek narciarski. Najlepsze wyniki w Pucharze Świata osiągnął w sezonie 1979/1980, kiedy zajął 43. miejsce w klasyfikacji generalnej. Punktowane miejsca zajmował dwukrotnie w Sapporo (4. miejsce i 6. miejsce).

## Puchar Świata

### Miejsca w klasyfikacji generalnej
| Sezon     | Miejsce |
| --------- | ------- |
| 1979/1980 | 43.     |